# Rosdala glasbruk
Rosdala glasbruk (dansk: Rosdala glasværk) er et glasværk i Norrhult i Uppvidinge kommune, Kronobergs län i Småland i Sverige.
Rosdala glasværk, der er grundlagt i 1895, ligger i det område af Småland, der kaldes Glasriget. I 1998 ophørte produktionen. I begyndelsen af 2000-tallets første tiår indledtes glasblæsning imidlertid atter i Rosdala, nu i den tidligere smedje.